# ヨハン・ファブリチウス

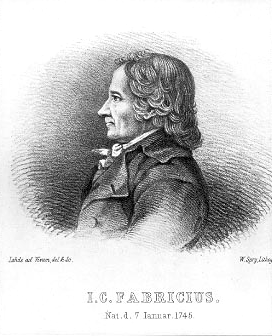
Johann Christian Fabricius

ヨハン・ファブリチウスまたはヨハン・クリスチャン・ファブリシウス（Johan Christian Fabricius、1745年1月7日 – 1808年3月3日）は、デンマークの動物学者である。

## 概要
特に節足動物を含む昆虫学の分野で業績を上げた。カール・フォン・リンネの弟子で、18世紀のもっとも重要な昆虫学者である。10.000種近い動物を命名し、近代的な昆虫の分類の基礎を築いた。
当時、シュレースヴィヒ公国に属したトゥナー（現在は南デンマーク地域のドイツ国境部）に医者の息子として生まれた。1762年にコペンハーゲン大学に入学し、その年の暮れ、ウプサラのリンネのもとに行き、彼のもとで2年間学んだ。コペンハーゲンに戻った後、父親の資金援助のもとで昆虫の分類的研究に専念し、1775年に研究を発表した。
1770年にコペンハーゲン大学の教授に任じられ、1776年にキール大学の自然史、経済学の教授となった。キール大学は自然史博物館と植物園を新設した。何度か職を辞そうとしたが、学生たちがデンマーク王でシュレースヴィヒ公のクリスチャン7世に留任を要請することによって思いとどまったこともある。キール大学に在職中に博物学者のジョセフ・バンクスや昆虫学者のドリュー・ドルリー（Dru Drury）の標本の調査にロンドンを訪れ、晩年はパリで博物学者のジョルジュ・キュヴィエや昆虫学者ピエール・アンドレ・ラトレイユと会見した。
多くの著書を出版し。9,776種の昆虫を記載した。
ファブリチウスのコレクションはロンドン自然史博物館や、パリ自然史博物館、オックスフォードのホープ昆虫学科、グラスゴーのハンテリアン博物館、キールの動物学博物館、コペンハーゲンのデンマーク自然史博物館（Statens Naturhistoriske Museum）などに保存された。

## 著書の図版
Genera insectorum Linnaei et Fabricii iconibus illustrata の図版

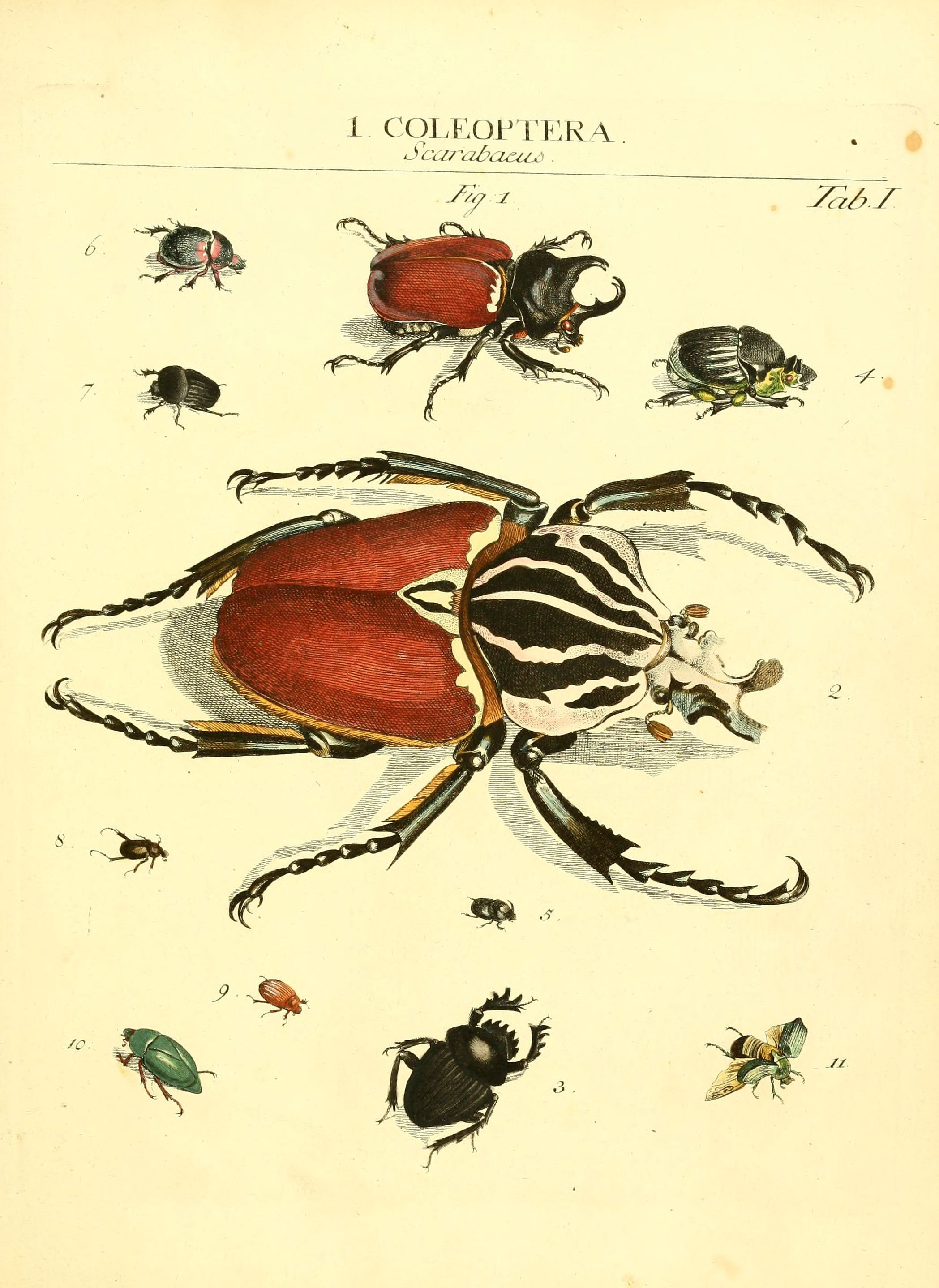
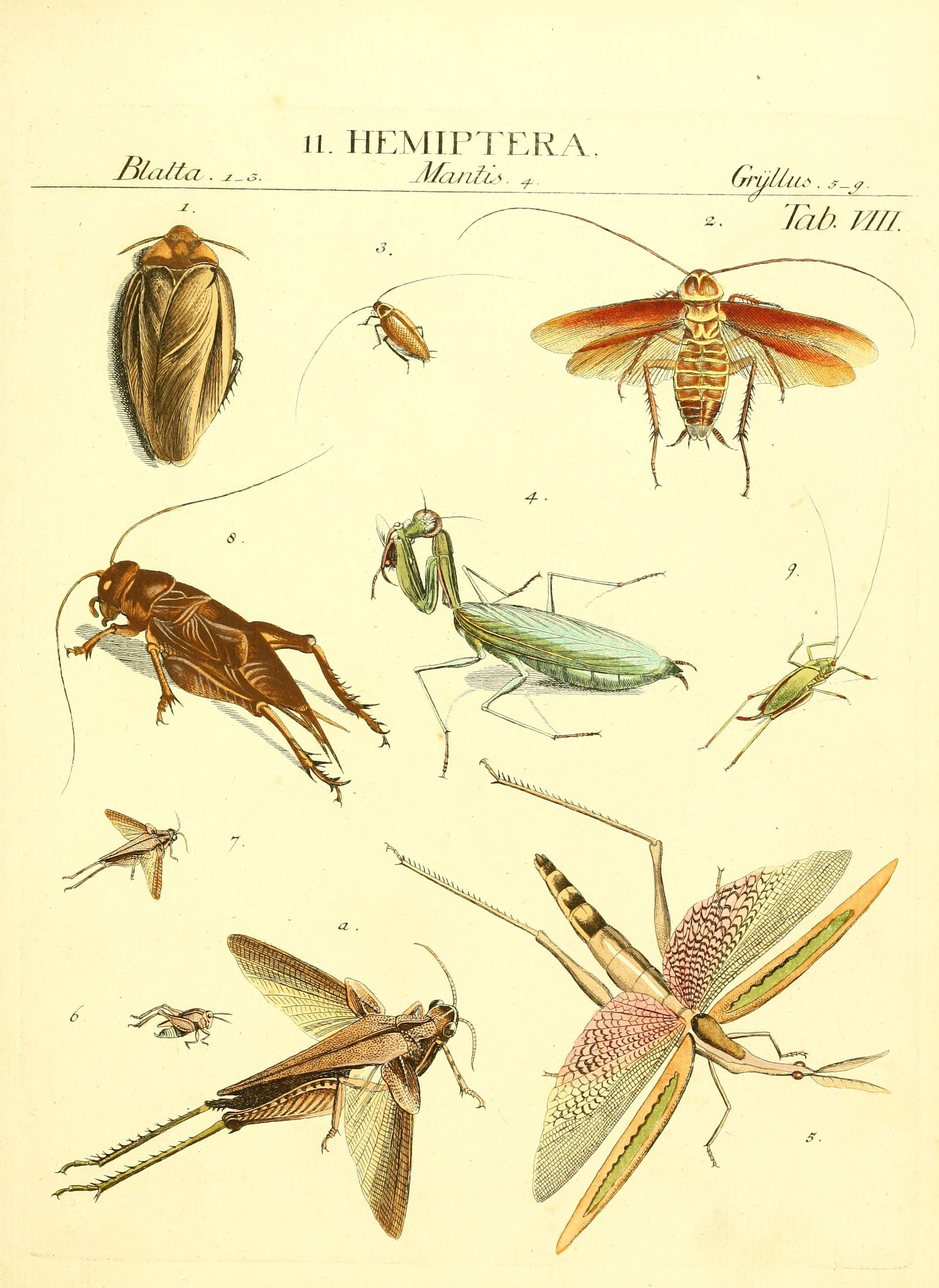
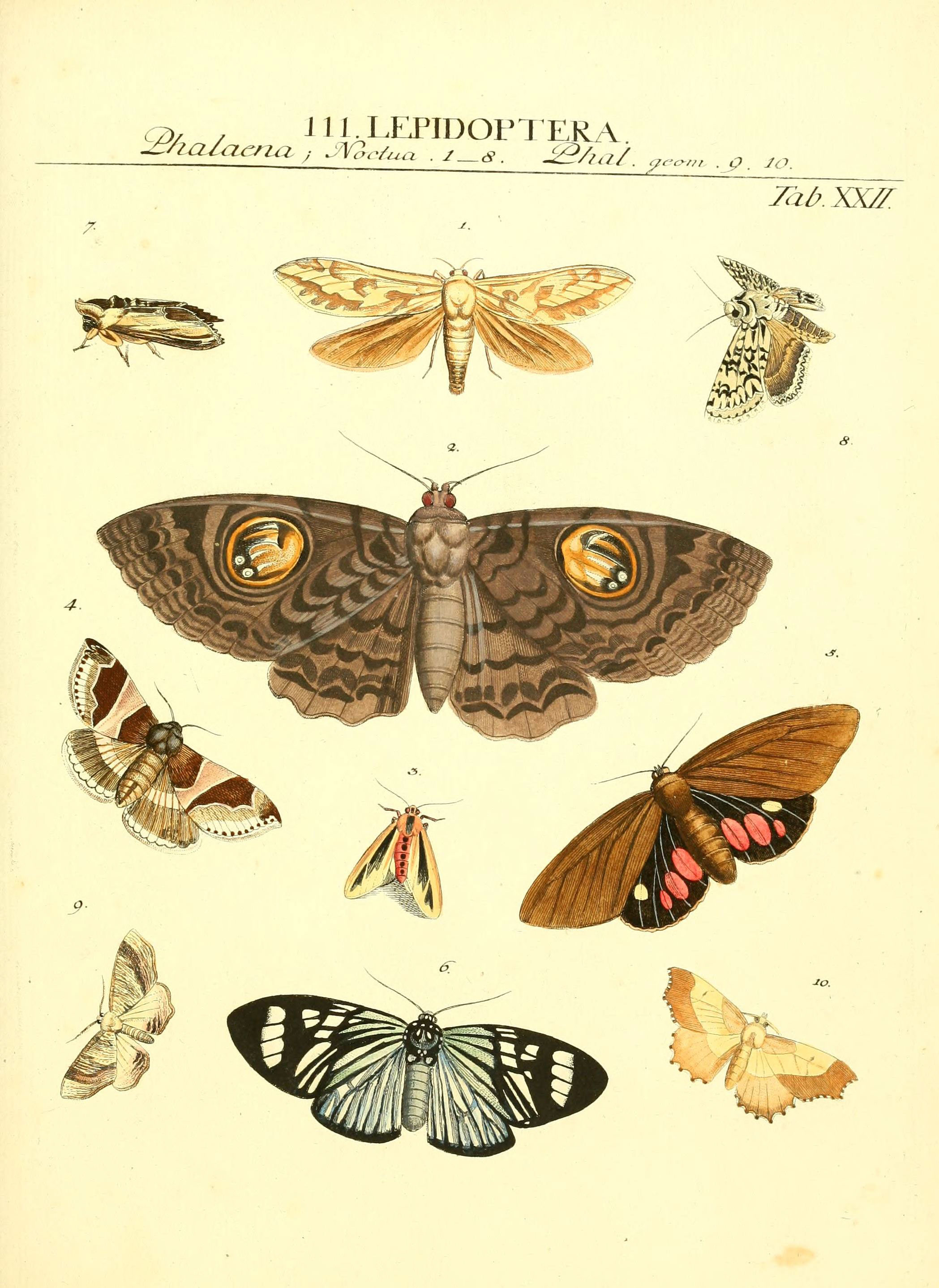
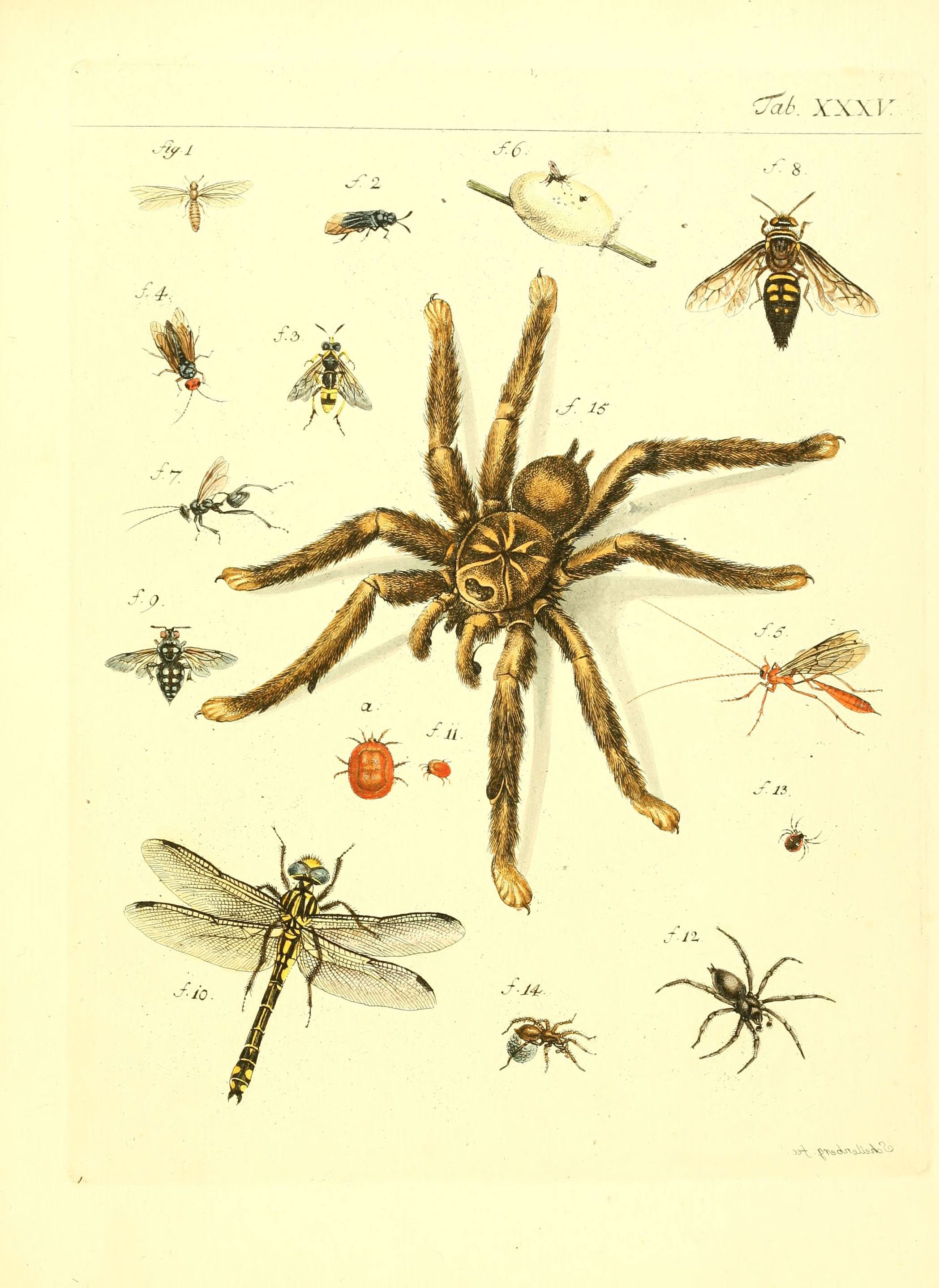

## 著書
- Systema entomologiae sistens insectorum classes, Leipzig 1775
- Anfangsgründe der oekonomischen Wissenschaften, 1778
- Philosophia entomologica, Hamburgo 1778
- Genera insectorum; Species insectorum sistens eorum differentias specificas, synonymia auctorum, loca natalia, metamorphosis, etc..., Hamburgo 1779
- Species insectorum: exhibentes eorum differentias specificas, synonyma auctorum, loca natalia, metamorphosis, adjectis observationibus, descriptionibus, 2 Bände, 1781
- Über die Volksvermehrung, insonderheit in Dänemark, 1781
- Entomologia systematica emendata et aucta: Secundum classes, ordines, genera, species, adjectis synonimis, locis, observationibus, descriptionibus, 5 Bände, 1798
- Systema antiliatorum, 1805